# Religia în Croația
Religia în Croația (recensământul din 2011)
     Romano-Catolici (86,28%)
     Ortodocși (4,44%)
     Musulmani (1,47%)
     Nereligioși (3,81%)
     Protestanți (0,34%)
     Alții (3,66%)

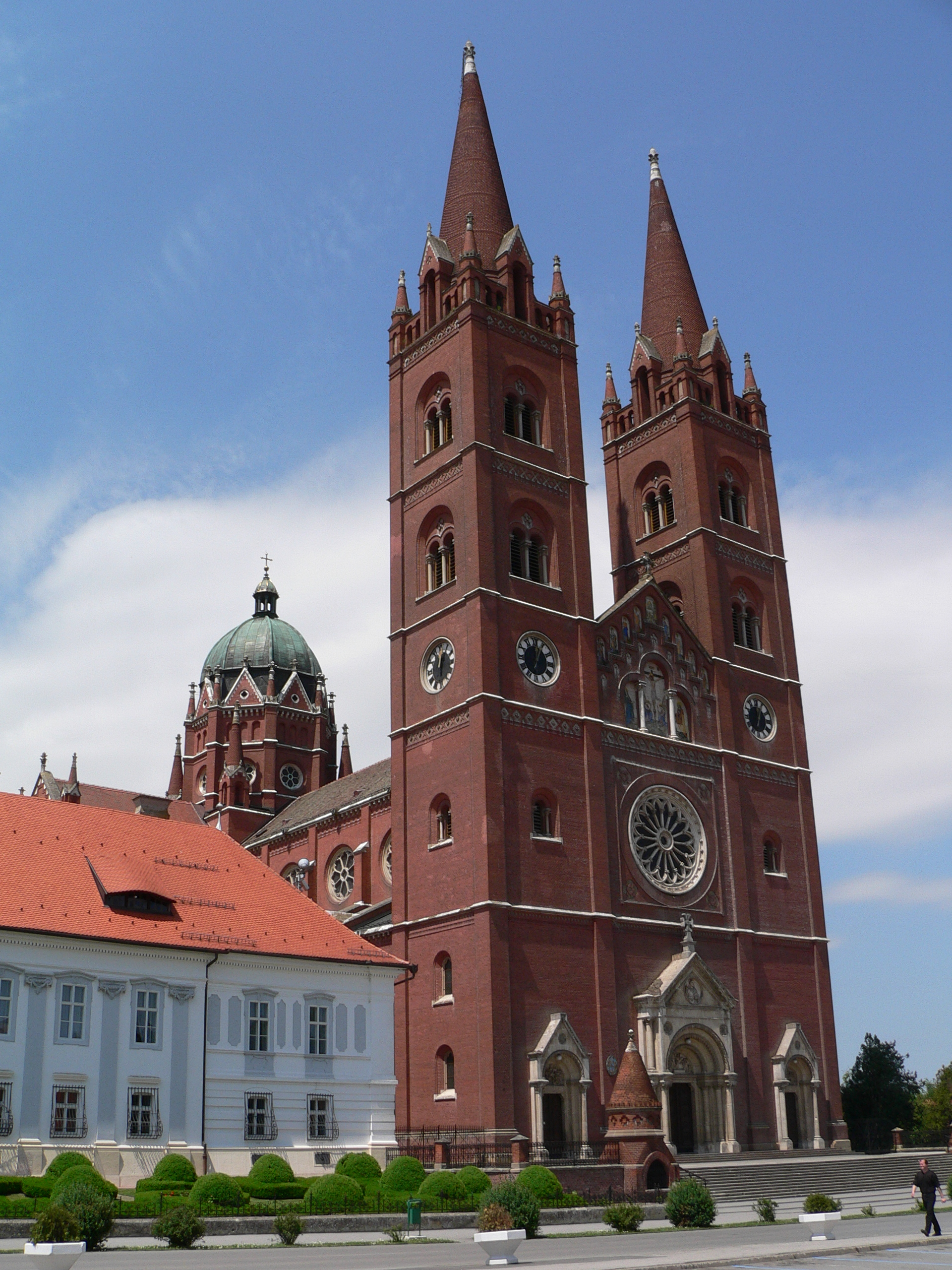
Catedrala Sf. Petru din Đakovo, construită după planurile arhitectului Friedrich von Schmidt

Religia cea mai răspândită în Croația este creștinismul, iar o mare majoritate a populației croate s-a declarat ca aparținând Bisericii Romano-Catolice. Croația nu are o religie oficială, iar libertatea religioasă este un drept definit de Constituția Croației, care definește, de asemenea, toate comunitățile religioase ca fiind egale în fața legii și separate de stat.

## Demografie
Conform recensământului din 2011, 86,28% dintre croați sunt catolici, în timp ce creștinii ortodocși alcătuiesc 4,44% din populație, musulmanii 1,47 %, iar protestanții 0,34% din populație. 3,81% din croați sunt nereligioși și atei, 0,76% sunt agnostici și sceptici, iar 2,17% nu și-au declarat religia. În eurobarometrul Eurostat din 2005, 67% din populația Croației au răspuns că "ei cred că există Dumnezeu". Într-un sondaj Gallup din 2009, 70% au răspuns afirmativ la întrebarea "Este religia o parte importantă din viața ta de zi cu zi?". Cu toate acestea, doar 17,3% din populație participă în mod regulat la slujbele religioase.

## Relația între religie și viața laică

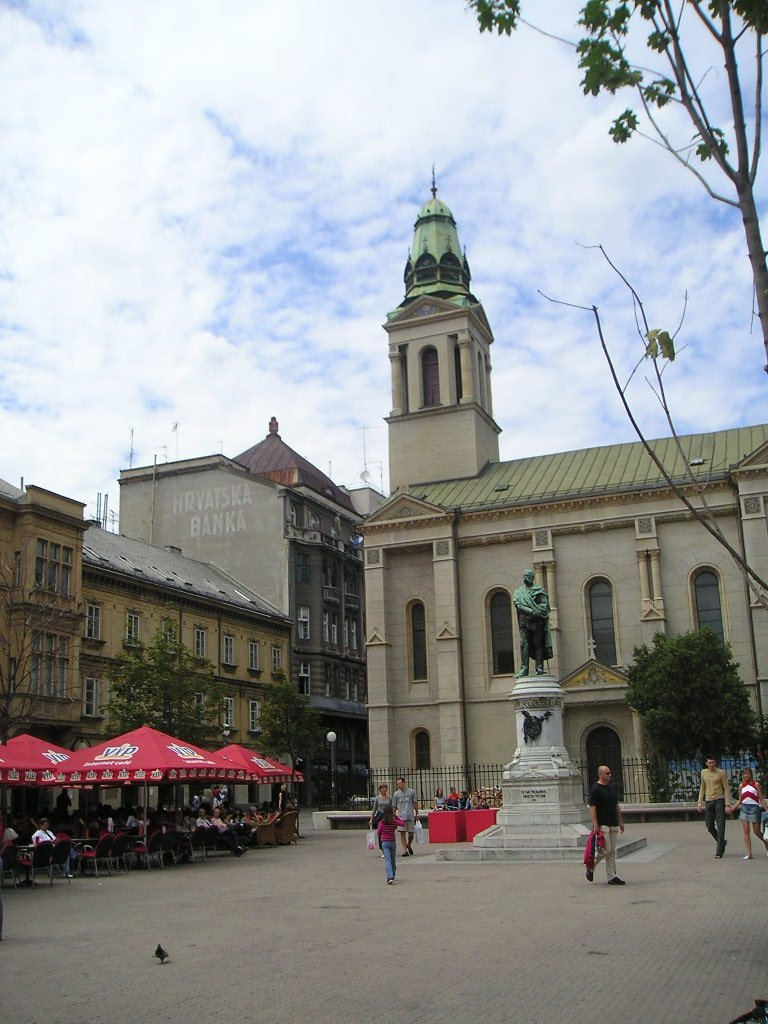
Catedrala Ortodoxă din Zagreb

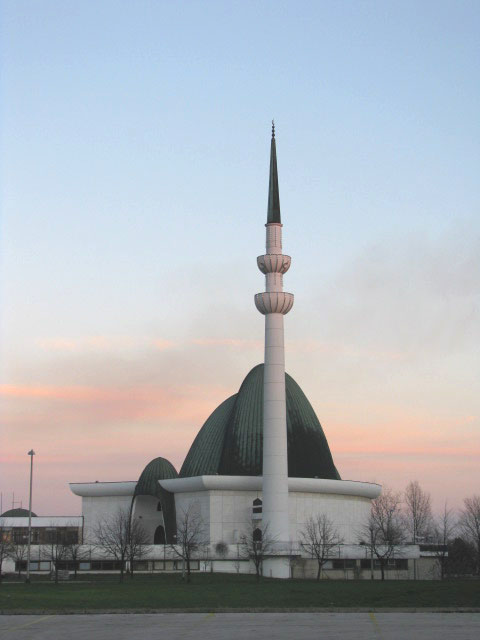
Moscheea Centrală din Zagreb.

Școlile publice permit predarea religiei în cooperare cu comunitățile religioase recunoscute de stat, dar frecventarea cursurilor nu este obligatorie. Orele de religie (în croată vjeronauk) sunt organizate pe scară largă în școlile publice elementare și secundare, cel mai frecvent coordonate de Biserica Catolică.
Sărbătorile legale în Croația includ, de asemenea, sărbătorile religioase (în croată blagdan) Boboteaza, Lunea Paștelui, Corpus Christi, Adormirea Maicii Domnului, Ziua Tuturor Sfinților, Crăciunul și Sf. Ștefan. Sărbătorile religioase se bazează pe anul liturgic catolic, dar altor credincioși  li se permite în mod legal să celebreze alte sărbători religioase majore.
Căsătoriile oficiate de comunitățile religioase care au acorduri cu statul sunt recunoscute în mod oficial, eliminând necesitatea de a se înregistra căsătorii la oficiul registrului civil.

## Denominațiuni
Biserica Romano-Catolică din Croația primește sprijin financiar de la stat și alte beneficii stabilite în concordatul încheiat între Guvern și Vatican. Concordatul și alte acorduri guvernamentale cu comunitățile religioase necatolice permit finanțarea de stat a unor salarii și pensii pentru funcționarii religioși, prin fondurile de pensii și de sănătate gestionate de guvern.
Concordatul și acordurile reglementează, de asemenea, catehismul din școlile publice și activitatea capelanilor militari.
În conformitate cu concordatul semnat cu Biserica Romano-Catolică și într-un efort de a defini în continuare drepturile și privilegiile lor într-un cadru legal, guvernul are acorduri adiționale cu următoarele 14 comunități religioase:

- Biserica Ortodoxă Sârbă (SPC)
- Comunitatea Islamică din Croația
- Biserica Evanghelică
- Biserica Creștină Reformată din Croația
- Biserica Creștină Reformată Protestantă din Croația
- Biserica Penticostală
- Uniunea Bisericilor Penticostale ale lui Cristos
- Biserica Creștină Adventistă
- Uniunea Bisericilor Baptiste
- Biserica lui Dumnezeu
- Biserica lui Cristos
- Biserica Adventistă de Ziua a Șaptea
- Biserica Ortodoxă Bulgară
- Biserica Ortodoxă Macedoneană
- Biserica Vetero-Catolică Croată

## Statut legal
Legea cu privire la statutul juridic al comunităților religioase, elaborată în 2002, definește pe larg situația juridică a comunităților religioase și se referă la diferite aspecte cum ar fi fondurile guvernamentale, avantajele fiscale, precum și educația religioasă în școli. Chestiuni cum ar fi pensiile pentru clerici; serviciu religios în armată, penitenciare și poliție; și recunoașterea căsătoriilor religioase sunt negociate separat de fiecare comunitate cu Guvernul.
Înregistrare grupurilor religioase nu este obligatorie; cu toate acestea, grupurile înregistrate primesc statutul de "persoană juridică" și se bucură de avantaje fiscale și de și alte beneficii. Legea prevede că, pentru a fi eligibil pentru înregistrare, un grup religios trebuie să aibă cel puțin 500 de credincioși și să fie înregistrat ca asociație de 5 ani. Toate grupurile religioase aflate în țară înainte de adoptarea legii în anul 2002 au fost înregistrate fără a trebui să îndeplinească aceste condiții; grupurile religioase noi apărute în țară după adoptarea legii trebuie să îndeplinească cerințele privind numărul minim de credincioși și funcționarea în acea perioadă minimă ca asociație. Grupurile religioase cu sediul în străinătate trebuie să prezinte permisiunea scrisă pentru înregistrare din țara lor de origine. Ministrul Administrației Publice ține un registru al organizațiilor religioase din Republica Croația, recunoscând în prezent 62 de comunități religioase (potrivit datelor din 2013).

## Vezi și
- Ortodoxia în Croația